# Рдест длиннейший
Рдест длинне́йший (лат. Potamogeton praelongus) — многолетнее водное растение; вид рода Рдест (Potamogeton) семейства Рдестовые (Potamogetonaceae).

## Описание
Рдест длиннейший имеет стебли длиной до 3 м, растущие из толстых, ржаво-пятнистых многолетних корневищ. Стебли часто меняют направление в каждом узле, образуя характерный зигзагообразный узор.
Листья прозрачные бледно-зелёные, обычно имеют длину от 6 до 15 см, но иногда достигают 25 см в длину и до 4 см в ширину. Прилистники сохраняющиеся, открытые, беловатые и полупрозрачные, с выступающими жилками в сухом состоянии. Плавающие листья и турионы отсутствуют.
Соцветия образуются в мае – июне, имеют 15–20 невзрачных зеленоватых цветков и держатся на крепких цветоносах длиной 8–20 см. Плоды крупные для рдестов — 4,5–5,5 × 2,5–3,6 мм.

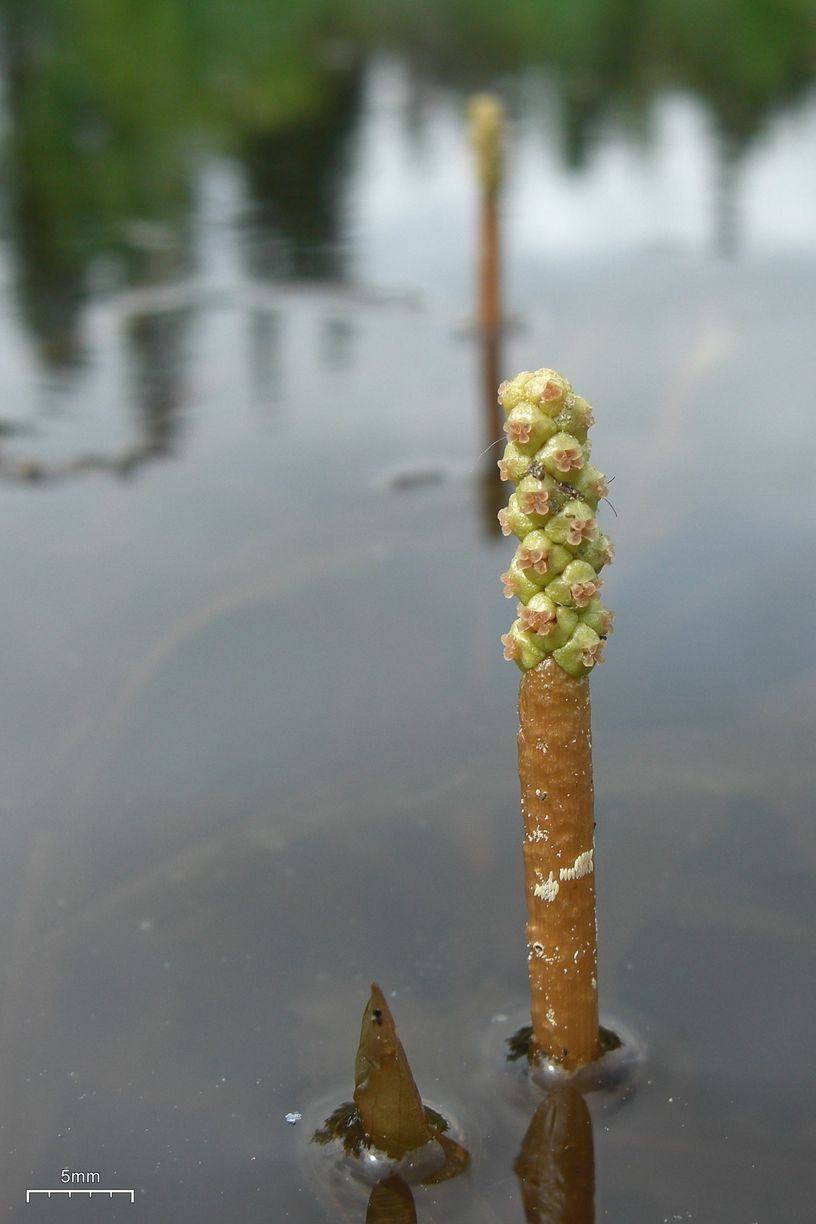
Соцветие

Вид изредка может образовывать гибриды с другими рдестами: P. alpinus (P. × griffithii A. Benn.), P. crispus (P. × undulatus Wolgf.), P. lucens (P. × jutlandicus Zalewska-Gał.), P. natans (P. × vepsicus A.A. Bobrov & Chemeris) и P. perfoliatus (P. × cognatus Asch. & Graebn.)
Как и большинство других широколистных рдестов, P. praelongus тетраплоид с 2n=52.
Этот вид относительно легко идентифицировать. Его можно было бы спутать с узколистными формами Potamogeton perfoliatus, но зигзагообразный рисунок стебля, сохраняющиеся прилистники и листья, лишь частично охватывающие стебель, служат надёжными признаками. Гибриды сложнее идентифицировать, но они обычно демонстрируют различные признаки другого родителя.

## Таксономия
Рдест длиннейший был впервые описан в 1805 году немецким систематиком Францем фон Вульфеном. Видовой эпитет означает «очень длинный». 
Potamogeton praelongus входит в секцию Potamogeton, в которую входят другие широколистные виды, такие как Potamogeton alpinus и Potamogeton perfoliatus.

## Распространение
Рдест длиннейший имеет голарктическое распространение, встречается в  Европе, Гренландии, Азии и Северной Америки (север США, Канада).
Отдельные популяции обитают на Кавказе, в Пиренеях и на западе США.

## Экология
Рдест длиннейший требует чистой, глубокой воды и редко растет в воде глубиной менее 1 м. Он растёт в озёрах, медленно текущих реках, канавах, воды которых имеют слабоосновную реакцию ( pH > 7) и невысокую трофность. Рдест длиннейший относительно чувствителен к эвтрофикации, и сокращение или локальное исчезновение этого вида может быть связано с повышенным уровнем питательных веществ.
Семенам  для прорастания требуется холодный период.

## Охранный статус

### В мире
Глобально этот вид рдеста внесён в список вызывающих наименьшие опасения. Однако в некоторых частях своего ареала, особенно в Европе, он заметно сокращается и даже исчезает.
- В Швейцарии, Испании, Великобритании, некоторых департаментах Франции, Германии и нескольких штатах США 	рдест длиннейший признан как вид, находящийся под угрозой исчезновения;
- в Чешской Республике — как находящийся в критическом состоянии;
- в Нидерландах — как уязвимый;
- во Фландрии — как исчезнувший.

### В России
Рдест длиннейший занесён в Красные книги следующих регионов:
- Калининградской области категория 1;
- Рязанской области категория 3;
- Республики Мордовия категория 3;
- Калужской области категория 3;
- Ярославской области;
- Владимирской области категория 3;
- Республики Марий Эл;
- Костромской области категория 3;
- Чувашской Республики.

Основной причиной сокращения численности является загрязнение и эвтрофикация водоёмов.